# Theoharis Trasha
Theoharis Trasha (Elbasan, 21 april 1985) is een Albanees gewichtheffer, actief in de klasse tot 77 kg.
Hij kwalificeerde zich voor de Olympische Zomerspelen in Athene in 2004. Met een totaal van 342,5 kg behaalde hij, net als zijn landgenoot Gert Trasha, een 13e plaats in zijn gewichtsklasse.